# Хосру-Махале
Хосру-Махале (перс. خسرومحله) — село в Ірані, у дегестані Лавандевіл, у бахші Лавандевіл, шагрестані Астара остану Ґілян. За даними перепису 2006 року, його населення становило 547 осіб, що проживали у складі 129 сімей.

## Клімат
Середня річна температура становить 13,79°C, середня максимальна – 27,00°C, а середня мінімальна – 0,06°C. Середня річна кількість опадів – 886 мм.
| Клімат поселення                              | Клімат поселення | Клімат поселення | Клімат поселення | Клімат поселення | Клімат поселення | Клімат поселення | Клімат поселення | Клімат поселення | Клімат поселення | Клімат поселення | Клімат поселення | Клімат поселення | Клімат поселення |
| Показник                                      | Січ.             | Лют.             | Бер.             | Квіт.            | Трав.            | Черв.            | Лип.             | Серп.            | Вер.             | Жовт.            | Лист.            | Груд.            |                  |
| Середній максимум, °C                         | 10,46            | 10,18            | 12,24            | 16,84            | 20,86            | 25,01            | 27,00            | 26,67            | 22,78            | 19,87            | 15,12            | 11,24            |                  |
| Середня температура, °C                       | 5,38             | 5,13             | 7,18             | 11,79            | 15,79            | 19,95            | 23,25            | 22,93            | 19,04            | 16,13            | 11,36            | 7,48             |                  |
| Середній мінімум, °C                          | 0,34             | 0,06             | 2,13             | 6,73             | 10,75            | 14,90            | 19,50            | 19,18            | 15,29            | 12,38            | 7,61             | 3,74             |                  |
| Норма опадів, мм                              | 75               | 73               | 75               | 54               | 44               | 27               | 13               | 41               | 110              | 163              | 118              | 93               |                  |
| Середньомісячна швидкість вітру, м/с          | 2.40             | 2.53             | 2.50             | 2.41             | 2.40             | 2.68             | 2.71             | 2.50             | 2.28             | 2.13             | 2.00             | 2.11             |                  |
| Середньомісячна сонячна радіація, кДж/м²·день | 6767             | 9117             | 11228            | 15742            | 19984            | 22901            | 23683            | 20077            | 16149            | 10946            | 8225             | 6336             |                  |
| --------------------------------------------- | ---------------- | ---------------- | ---------------- | ---------------- | ---------------- | ---------------- | ---------------- | ---------------- | ---------------- | ---------------- | ---------------- | ---------------- | ---------------- |
| Джерело:                                      |                  |                  |                  |                  |                  |                  |                  |                  |                  |                  |                  |                  |                  |